# Patagóniai gébicstirannusz
A patagóniai gébicstirannusz (Agriornis micropterus) a madarak (Aves) osztályának verébalakúak (Passeriformes) rendjébe és a királygébicsfélék (Tyrannidae) családjába tartozó faj.

## Rendszerezése
A tudományos leírásához a patagóniai gébicstirannuszt Charles Darwin gyűjtötte be a Beagle fedélzetén tett világ körüli útja során 1831. és 1836. között. Darwint csak érintőlegesen érdekelték a madarak, ezért azokat továbbadta feldolgozás céljából Thomas C. Eytonnak, George R. Graynek és John Gouldnak. A Beagle útja során gyűjtött madártani anyag feldolgozása után 31 olyan, a tudományra nézve új fajt tudtak leírni, amelyeknek neve még ma is érvényes. Ezek közé tartozik a Gould által leírt Agriornis micropterus is. A leírásnak alapját az Argentínában 1833-ban és 1834-ben begyűjtött példányok képezték és A Beagle utazásának zoológiája (Zoology of the Voyage of H.M.S. Beagle) című könyvben jelent meg elsőnek publikáció a fajról.

## Előfordulása
Dél-Amerikában, Argentína, Bolívia, Chile, Paraguay, Peru és Uruguay területén honos. Természetes élőhelyei a szubtrópusi és trópusi síkvidéki és hegyi legelők nyitott, elszórt bokrosok és sziklás részek. Vonuló faj.

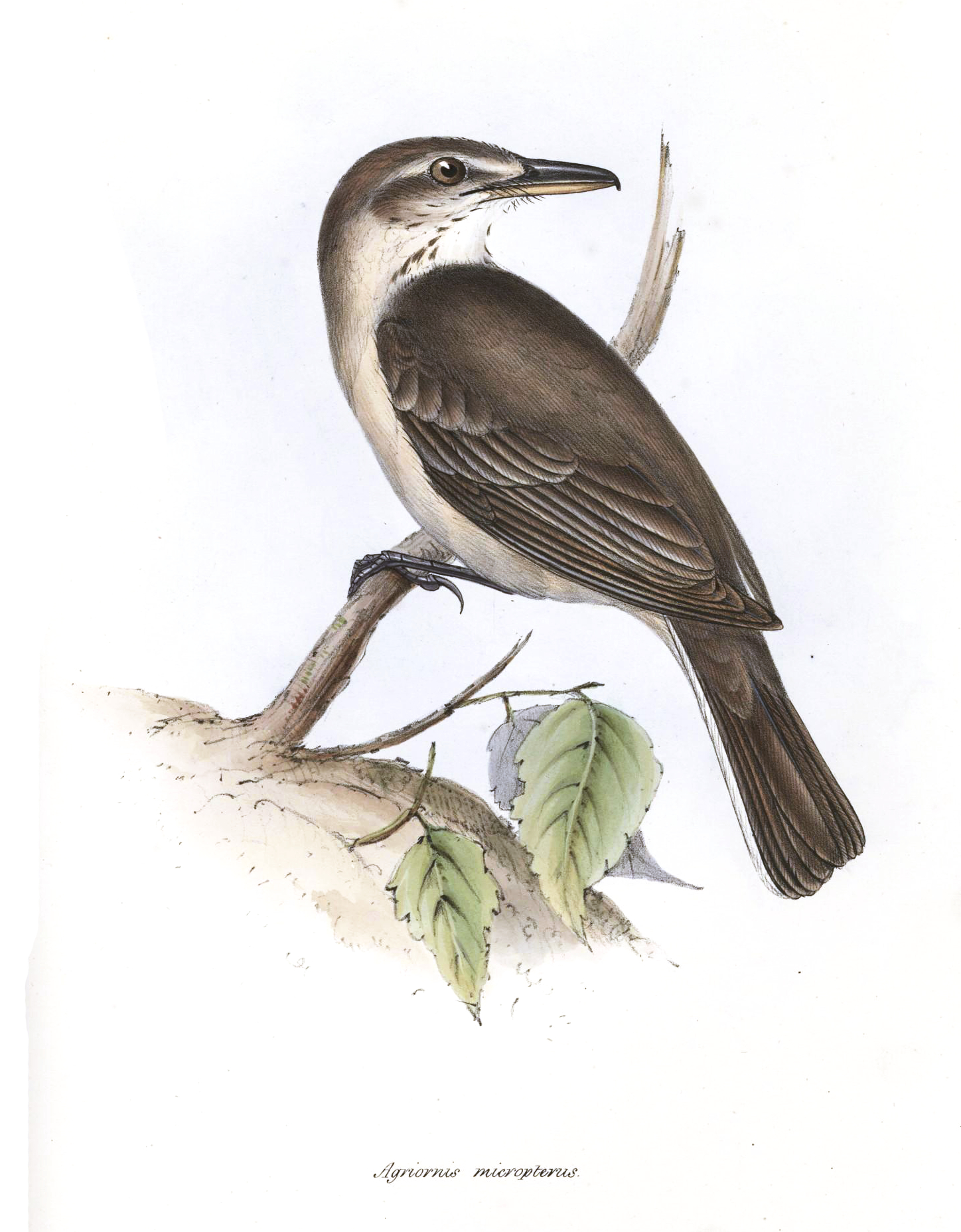

## Alfajai
- Agriornis micropterus andecola (Orbigny, 1840)
- Agriornis micropterus micropterus Gould, 1839[2]

## Megjelenése
Testhossza 25 centiméter.

## Életmódja
Rovarokkal táplálkozik, de fogyaszt kis emlősöket, gyíkokat, békákat, valamint más madarak tojásait és fiókáit is.

## Természetvédelmi helyzete
Az elterjedési területe rendkívül nagy, egyedszáma pedig stabil. A Természetvédelmi Világszövetség Vörös listáján nem fenyegetett fajként szerepel.